# Vulpes
« Vrais » renards
Pour le constructeur automobile français, voir Vulpes (entreprise).
Cet article concerne les renards au sens strict. Pour tous les canidés appelés communément des renards, voir Renard. Pour les autres sens, voir Renard (homonymie).
Genre
Vulpes est un genre de mammifères carnivores de la famille des Canidés qui regroupe des animaux communément appelés renards. Ce genre a été créé en 1775 par Just Leopold Frisch.
Ils se distinguent du genre Canis notamment par leurs pupilles ovales.
La position du Fennec dans le genre Vulpes n'est pas acceptée pour tous les auteurs. Il avait tout d'abord été placé dans un genre particulier Fennecus compte tenu de ses particularités morphologiques. Certains auteurs en font un membre du genre Canis.
Même chose pour le Renard polaire, qui est encore souvent nommé Alopex lagopus, au lieu de Vulpes lagopus.

## Étymologie
Le latin Vulpes vient de l'indo-européen commun h₂wl(o)p ~ h₂ulp qui désigne déjà le renard.

## Taxinomie et systématique
Le genre compte douze espèces actuelles : 
| Espèce (nom binominal, nom vernaculaire et auteur)   | Répartition géographique | Statut UICN mondial | Tendance de la population | Image |
| ---------------------------------------------------- | ------------------------ | ------------------- | ------------------------- | ----- |
| Vulpes bengalensis (Renard du Bengale) (Shaw, 1800)  |                          | (LC)                | en diminution             |       |
| Vulpes cana (Renard de Blanford) Blanford, 1877      |                          | (LC)                | Inconnue                  |       |
| Vulpes chama (Renard du Cap) (A. Smith, 1833)        |                          | (LC)                | en stagnation             |       |
| Vulpes corsac (Renard corsac) (Linnaeus, 1768)       |                          | (LC)                | Inconnue                  |       |
| Vulpes ferrilata (Renard du Tibet) Hodgson, 1842     |                          | (LC)                | Inconnue                  |       |
| Vulpes lagopus (Renard polaire) (Linnaeus, 1758)     |                          | (LC)                | en stagnation             |       |
| Vulpes macrotis (Renard nain) Merriam, 1888          |                          | (LC)                | en diminution             |       |
| Vulpes pallida (Renard pâle) (Cretzschmar, 1827)     |                          | (LC)                | Inconnue                  |       |
| Vulpes rueppellii (Renard de Rüppell) (Schinz, 1825) |                          | (LC)                | Inconnue                  |       |
| Vulpes velox (Renard véloce) (Say, 1823)             |                          | (LC)                | en stagnation             |       |
| Vulpes vulpes (Renard roux) (Linnaeus, 1758)         |                          | (LC)                | en stagnation             |       |
| Vulpes zerda (Fennec) (Zimmermann, 1780)             |                          | (LC)                | Inconnue                  |       |

En 2018, dans son ouvrage répertoriant l’ensemble des canidés du monde, José. R. Castelló rassemble toute les populations de renards roux d’Amérique du Nord sous une même espèce : Vulpes fulva. 
Dix espèces fossiles apparentés peuvent y être ajoutées : 
| Espèce (nom binominal, nom vernaculaire et auteur) | Répartition géographique | Statut UICN mondial | Tendance de la population | Image |
| -------------------------------------------------- | ------------------------ | ------------------- | ------------------------- | ----- |
| Alopex praeglacialis Kaup, 1829                    |                          | NE                  | Fossile                   |       |
| Vulpes alopecoides Forsyth Major, 1877             |                          | NE                  | Fossile                   |       |
| Vulpes angustidens Thenius, 1954                   |                          | NE                  | Fossile                   |       |
| Vulpes galaticus Ginsburg, 1998                    |                          | NE                  | Fossile                   |       |
| Vulpes hassini Geraads, 2011                       |                          | NE                  | Fossile                   |       |
| Vulpes praecorsac Tivadar Kormos, 1932             |                          | NE                  | Fossile                   |       |
| Vulpes praeglacialis (Tivadar Kormos, 1932)        |                          | NE                  | Fossile                   |       |
| Vulpes riffautae de Bonis et al., 2007             |                          | NE                  | Fossile                   |       |
| Vulpes skinneri Hartstone-Rose et al., 2013        |                          | NE                  | Fossile                   |       |
| Vulpes stenognathus Savage (de), 1941              |                          | NE                  | Fossile                   |       |

## Descriptions

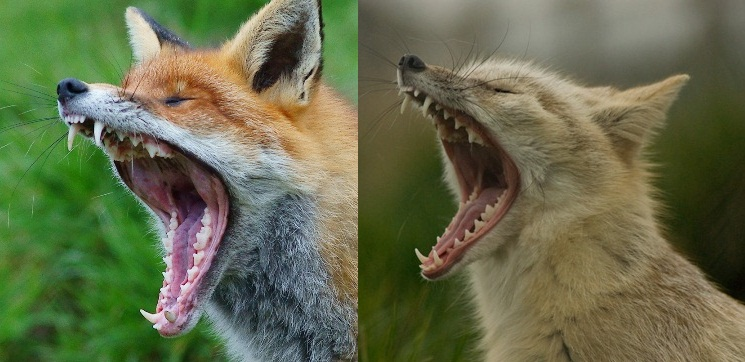
Un renard roux (à gauche) et un renard corsac (à droite) en train de bâiller.